# Cherokee County (Iowa)
Das Cherokee County ist ein County im US-amerikanischen Bundesstaat Iowa. Im Jahr 2020 hatte das County 11.658 Einwohner und eine Bevölkerungsdichte von 7,8 Einwohnern pro Quadratkilometer. Der Verwaltungssitz (County Seat) ist Cherokee. County ID 19035.

## Geografie
Das County liegt im Nordwesten von Iowa, ist im Norden etwa 70 km von Minnesota, im Westen etwa 40 km von South Dakota und im Südwesten etwa 45 km von Nebraska entfernt. Es hat eine Fläche von 1495 Quadratkilometer.
Von Nord nach Süd wird das County vom Little Sioux River durchflossen, einem linken Nebenfluss des Missouri.
An das Cherokee County grenzen folgende Nachbarcountys:
| Sioux County    | O’Brien County | Clay County        |
| Plymouth County |                | Buena Vista County |
| Woodbury County | Ida County     | Sac County         |

## Geschichte
Das Cherokee County wurde am 15. Januar 1851 aus als frei bezeichneten – in Wirklichkeit aber von Indianern besiedelten – Territorium gebildet. Benannt wurde es nach dem Volk der Cherokee.

## Bevölkerung
Nach der Volkszählung im Jahr 2010 lebten im Cherokee County 12.072 Menschen in 5327 Haushalten. Die Bevölkerungsdichte betrug 8,1 Einwohner pro Quadratkilometer. In den 5327 Haushalten lebten statistisch je 2,15 Personen.
Ethnisch betrachtet setzte sich die Bevölkerung zusammen aus 96,6 Prozent Weißen, 0,5 Prozent Afroamerikanern, 0,3 Prozent amerikanischen Ureinwohnern, 0,5 Prozent Asiaten sowie aus anderen ethnischen Gruppen; 0,9 Prozent stammten von zwei oder mehr Ethnien ab. Unabhängig von der ethnischen Zugehörigkeit waren 2,3 Prozent der Bevölkerung spanischer oder lateinamerikanischer Abstammung.
21,2 Prozent der Bevölkerung waren unter 18 Jahre alt, 57,2 Prozent waren zwischen 18 und 64 und 21,6 Prozent waren 65 Jahre oder älter. 50,7 Prozent der Bevölkerung war weiblich.
Das jährliche Durchschnittseinkommen eines Haushalts lag bei 44.474 USD. Das Prokopfeinkommen betrug 23.995 USD. 9,7 Prozent der Einwohner lebten unterhalb der Armutsgrenze.

## Ortschaften im Cherokee County
Citys
| - Aurelia - Cherokee - Cleghorn | - Diamond Center - Larrabee - Marcus | - Meriden - Quimby - Washta |

## Gliederung
Das Cherokee County ist in 16 Townships eingeteilt:
| Township              | Einwohner (2010) | FIPS     |
| --------------------- | ---------------- | -------- |
| Afton Township        | 230              | 19-90021 |
| Amherst Township      | 745              | 19-90063 |
| Cedar Township        | 360              | 19-90531 |
| Cherokee Township     | 5932             | 19-90654 |
| Diamond Township      | 153              | 19-90996 |
| Grand Meadow Township | 207              | 19-91602 |
| Liberty Township      | 190              | 19-92442 |
| Marcus Township       | 764              | 19-92829 |

| Township          | Einwohner (2010) | FIPS     |
| ----------------- | ---------------- | -------- |
| Pilot Township    | 242              | 19-93321 |
| Pitcher Township  | 1212             | 19-93336 |
| Rock Township     | 187              | 19-93657 |
| Sheridan Township | 635              | 19-93843 |
| Silver Township   | 204              | 19-93891 |
| Spring Township   | 136              | 19-93963 |
| Tilden Township   | 167              | 19-94113 |
| Willow Township   | 708              | 19-94740 |